# اومیسلوویتسه
اومیسلوویتسه (به لاتین: Úmyslovice) یک منطقهٔ مسکونی در جمهوری چک است که در شهرستان نیمبورک واقع شده‌است.
 اومیسلوویتسه ۶٫۲۳ کیلومتر مربع مساحت و ۳۰۷ نفر جمعیت دارد.